# John Rankin
John Rankin (Bellshill, 27 giugno 1983) è un allenatore di calcio ed ex calciatore scozzese, di ruolo centrocampista tecnico dell'Hamilton Academical.

## Palmarès

### Allenatore

#### Competizioni nazionali
- Scottish Challenge Cup: 1

Hamilton Academical: 2022-2023